# Problemy Współczesnej Kryminalistyki
Problemy Współczesnej Kryminalistyki (PWK) – czasopismo naukowe poświęcone zagadnieniom związanym z kryminalistyką, psychologią sądową i prawem dowodowym. Wydawane jest jako rocznik od 1996 r. początkowo przez Katedrę Kryminalistyki Uniwersytetu Warszawskiego, a od roku 2000 wspólnie z Polskim Towarzystwem Kryminalistycznym. Od 2013 roku Problemy Współczesnej Kryminalistyki są w części 'B' wykazu czasopism punktowanych Ministerstwa Nauki i Szkolnictwa Wyższego.
W czasopiśmie publikowane są recenzowane prace teoretyczne, eksperymentalne, syntetyzujące i analityczne oraz kazuistyczne z zakresu kryminalistyki i dziedzin pokrewnych, a także recenzje i sprawozdania z konferencji, zjazdów i zebrań naukowych.
Redakcję naukową sprawują: Ewa Gruza, Tadeusz Tomaszewski, dr hab. Mieczysław Goc.
Radę Naukową wydawnictwa tworzą: Rolf Ackermann (Niemcy), Tatiana Averyanova (Rosja), Peter Bilous (USA), Piotr Girdwoyń, Jerzy Kasprzak, Grażyna Kędzierska, Shengbin Li (Chiny), Henryk Malewski (Litwa), Bronisław Młodziejowski, Jarosław Moszczyński, Valery Shepitko (Ukraina), Maciej Szostak, Tadeusz Widła, Józef Wójcikiewicz.
Obecnie sekretarzem redakcji jest Kacper Choromański.